# Mistrovství Asie v rychlobruslení 2013
Mistrovství Asie v rychlobruslení 2013 se konalo ve dnech 29. a 30. prosince 2012 v rychlobruslařské hale Jilin Provincial Speed Skating Rink v čínském Čchang-čchunu. Jednalo se o 14. mistrovství Asie. Z předchozího šampionátu obhajovali titul Jihokorejec I Sung-hun a Japonka Miho Takagiová.
V Čchang-čchunu počtvrté zvítězil Jihokorejec I Sung-hun a potřetí Japonka Masako Hozumiová.

## Muži
Závodníci na prvních 3 příčkách zajistili pro své země odpovídající počet míst pro start na Mistrovství světa ve víceboji 2013.
| Pořadí           | Jméno              | Země        | 500 m      | 5000 m       | 1500 m       | 10 000 m      | Počet bodů |
| ---------------- | ------------------ | ----------- | ---------- | ------------ | ------------ | ------------- | ---------- |
| Zlatá medaile    | I Sung-hun         | Jižní Korea | 38,19 (8.) | 6:29,35 (1.) | 1:50,38 (2.) | 13:32,18 (1.) | 154,527    |
| Stříbrná medaile | Dmitrij Babenko    | Kazachstán  | 37,93 (7.) | 6:31,86 (2.) | 1:49,75 (1.) | 13:51,55 (2.) | 155,276    |
| Bronzová medaile | Sun Lung-ťiang     | Čína        | 36,73 (3.) | 6:47,57 (5.) | 1:50,80 (3.) | 14:03,61 (4.) | 156,600    |
| 4.               | Kim Čchol-min      | Jižní Korea | 37,64 (6.) | 6:46,03 (3.) | 1:52,04 (6.) | 13:58,45 (3.) | 157,511    |
| 5.               | Hiroki Abe         | Japonsko    | 37,36 (4.) | 6:47,49 (4.) | 1:51,64 (5.) | 14:08,34 (5.) | 157,739    |
| 6.               | Džunja Miwa        | Japonsko    | 36,48 (1.) | 6:57,84 (8.) | 1:52,07 (7.) | 14:32,38 (7.) | 159,239    |
| 7.               | Teppei Mori        | Japonsko    | 37,61 (5.) | 6:52,69 (6.) | 1:53,18 (8.) | 14:15,84 (6.) | 159,397    |
| 8.               | Li Paj-lin         | Čína        | 36,68 (2.) | 6:57,82 (7.) | 1:51,01 (4.) | —             | 115,465    |
| 9.               | Galbátar Úganbátar | Mongolsko   | 38,60 (9.) | DSQ          | 1:56,10 (9.) | —             | 77,300     |

## Ženy
Závodnice na prvních 4 příčkách zajistily pro své země odpovídající počet míst pro start na Mistrovství světa ve víceboji 2013.
| Pořadí           | Jméno            | Země        | 500 m      | 3000 m       | 1500 m       | 5000 m       | Počet bodů |
| ---------------- | ---------------- | ----------- | ---------- | ------------ | ------------ | ------------ | ---------- |
| Zlatá medaile    | Masako Hozumiová | Japonsko    | 41,77 (7.) | 4:10,55 (1.) | 2:00,99 (2.) | 7:09,50 (1.) | 166,808    |
| Stříbrná medaile | Eriko Išinová    | Japonsko    | 41,23 (6.) | 4:14,11 (2.) | 2:01,34 (3.) | 7:15,65 (2.) | 167,592    |
| Bronzová medaile | Kim Po-rum       | Jižní Korea | 41,08 (5.) | 4:17,96 (4.) | 2:00,57 (1.) | 7:17,47 (3.) | 168,010    |
| 4.               | Maki Tabataová   | Japonsko    | 40,78 (4.) | 4:19,00 (5.) | 2:02,38 (4.) | 7:24,10 (5.) | 169,149    |
| 5.               | Miho Takagiová   | Japonsko    | 40,58 (3.) | 4:19,48 (6.) | 2:02,71 (5.) | 7:32,03 (6.) | 169,932    |
| 6.               | Pak To-jong      | Jižní Korea | 41,80 (8.) | 4:17,31 (3.) | 2:03,82 (7.) | 7:23,26 (4.) | 170,284    |
| 7.               | Čao Sin          | Čína        | 40,26 (1.) | 4:23,10 (7.) | 2:03,40 (6.) | 7:40,28 (7.) | 171,271    |
| 8.               | Liou I-čch'      | Čína        | 40,30 (2.) | 4:25,38 (8.) | 2:04,37 (8.) | DSQ          | 125,986    |